# Thetis-klassen
 For alternative betydninger, se Thetis (flertydig). (Se også artikler, som begynder med Thetis)
THETIS-klassen er betegnelsen for fire inspektionsskibe bygget til det danske søværn i perioden 1986-1991.

## Opgaver
Skibene er bygget til patrulje i Nordatlanten, hvor vejrforholdene kan være særdeles krævende og begrænsende for maritime operationer. Derfor er skibene bygget til det barske klima og kan bryde op til en meter tyk is.
THETIS-klassen er hjemmehørende i Frederikshavn under 1. Eskadre, men tilbringer det meste af deres levetid i Nordatlanten, hvor de er indsat under Arktisk kommando. Der er således kontinuerligt to skibe af THETIS-klassen udsendt i Arktisk kommando's operationsområde. Typisk et skib ved Færøerne og et ved Grønland. Her løser de opgaver for Arktisk kommando i samarbejde med de mindre inspektionsfartøjer af Knud Rasmussen-klassen.
Den primære opgave for THETIS-klassen i Arktisk kommando's operationsområde er suverænitetshåndhævelse og forsvar af Grønland og Færøerne. Sekundært at assistere med søredning (SAR), miljøovervågning og fiskeriinspektion, samt yde assistance til blandt andre politiet, Skat, DMI og Sirius patruljen.
Skibene kan medbringe en helikopter af typen Sikorsky MH-60R Seahawk fra Flyvevåbnets Eskadrille 723 (tidligere Søværnets Helikoptertjeneste). Helikopteren er en fast del af skibet, når det patruljerer ved Grønland.
For at vedligeholde og træne besætningens færdigeheder, både til krigsførelse og søredning, deltager skibene rutinemæssigt i øvelser ved Norge, Skotland og Island.
Området i Arktis har længe været et lavspændingsområde, hvorfor skibene i høj grad har fokuseret på deres forpligtigelser i forhold til søredning (SAR) og fiskerikontrol. Omkring år 2014-2015 var der meget fokus på Grindefangst ved Færøerne, idet organisationen Sea Shepherd forsøgt at forhindre færingenes mulighed for at fange grind. Skibene bidrog her med støtte til de færøske myndigheder og politiet, hvor de særligt blev brugt til at dokumentere og bevissikre eventuelle lovbrud.
Udover at løse opgaver i Nordatlanten, så bliver skibene brugt til blandt andet forskning og som kommandoplatform. Således er HDMS THETIS ombygget til kommandoskib med et stabsrum og den har flere UHF/HF antenner end søsterskibene. HDMS THETIS blev i perioden 2002-2007 brugt som kommandoskib for Søværnets Taktiske Stab (STS), der hovedsageligt opererede i Østersøen, hvorfor skibet i perioden ikke rutinemæssigt indgik i patruljeopgaverne ved Grønland og Færøerne. I 2019 blev HDMS THETIS igen brugt som kommandoplatform i Østersøen. Denne gang for NATOs stående minerydningsstyrke1 (SNMCMG1).
På samme måde er HDMS VÆDDEREN blevet ombygget til at kunne blive brugt som platform for GALATHEA 3 ekspeditionen 2006-2007. HDMS VÆDDEREN har blandt andet plads til flere passagerer.
Skibene har tidligere været udstyret med variabel dybdesonar, samt klargjort til stinger-missiler og dybdebomber. I takt med at disse systemer er blevet forældet er de blevet fjernet fra skibene, der i højere grad har udfyldt en kystvagtsmæssige opgave i det lavspændte Arktis. Stambesætningens størrelse er tilsvarende blevet beskåret fra omkring 60 til 50 mand.

## Ombygning til ny helikopter
Skibene har gennemgået flere ombygninger, hvoraf den største blev gennemført over perioden 2014-2019. Skibene var hver hjemme i Danmark i to år for at blive ombygget til at kunne medbringe en Sikorsky MH-60R Seahawk helikopter, der skulle overtage opgaverne på Søværnets skibe efter den aldrende Westland Lynx helikopter. I samme omgang blev en ny luft- og overfladeradar installeret, hvilket betød at den karakteristiske istønde blev fjernet.
HDMS VÆDDEREN gennemgik som den første ombygningen og returnerende til Nordatlanten i 2016, hvor den påbegyndte træning og udvikling af procedure med den nye helikopter.
Efterfølgende blev HDMS HVIDBJØRNEN færdig ombygget i 2017, HDMS THETIS i 2018, mens HDMS TRITON forventes ombygget inden udgangen af 2019.

## Skibe i klassen
De fire enheder i THETIS-klassen er:
| Pennant | Navn             | Kølen lagt   | Søsat          | Indgået      | Navngivet af                         | Skæbne     | Kaldesignal |
| F357    | HDMS THETIS      | 8. nov 1988  | 14. juli 1989  | 1. jul 1991  | H.K.H. Kronprins Frederik            | I tjeneste | OUEU        |
| F358    | HDMS TRITON      | 10. aug 1989 | 16. marts 1990 | 2. dec 1991  | Statsminister Poul Schlüter          | I tjeneste | OUEV        |
| F359    | HDMS VÆDDEREN    | 22. mar 1990 | 21. dec 1990   | 9. jun 1992  | Lagmand Atli Dam                     | I tjeneste | OUEW        |
| F360    | HDMS HVIDBJØRNEN | 7. jan 1991  | 11. okt 1991   | 30. nov 1992 | Landsstyreformand Lars-Emil Johansen | I tjeneste | OUEX        |

## Yderligere data[5]
- Kommunikation:
  - HF-, VHF- og UHF- sendere og modtagere
  - Satellitkommunikation
  - Link 11

- Beholdninger:
  - Gasolie til fremdrivning: 510 m3
  - Vand: 110 m3 (desuden i stand til at producere 24 m3/døgn med omvendt osmose-anlæg)
  - Helikopterbrændstof: 44 m3, nok til at holde en helikopter flyvende i ca. 110 timer.
- Type:
  - THETIS-klassen er af typen Standart Flex 3000, hvilket blandt andet kommer til udtryk ved tre omskiftelige containerpositioner.

## Besætning
- Officerer: 9
- Sergenter: 8
- Menige: 32
- Helikoptergruppe: 4-6
- Læge: 1
- Passagerer: 12
- Værnepligtige: 18

## Galleri
- F359 Vædderen på Amaliekaj før afsejlingen af Galathea 3-ekspeditionen
- F358 Triton i Kejser Franz Josef Fjord (Grønland)
- F357 Thetis til kaj, med en enhed af Flyvefisken-klassen på siden
- Super Lynx fra Søværnets Helikoptertjeneste der lander på et skib af Thetis-klassen
- HDMS HVIDBJØRNEN på patrulje ved Færøerne efter ombygning.
- Sikorsky MH-60R Seahawk

## Eksterne links
- Wikimedia Commons har flere filer relateret til Thetis-klassen
- Flådens historie: Thetis-klassen (dansk)